# Biernaty (województwo warmińsko-mazurskie)
Biernaty – przysiółek w Polsce położona w województwie warmińsko-mazurskim, w powiecie działdowskim, w gminie Lidzbark. Malownicza wieś, bogata w obfitą faunę i florę. Przez wieś przepływa rzeka Wkra.
W latach 1975–1998 miejscowość należała administracyjnie do województwa ciechanowskiego.
Wierni Kościoła rzymskokatolickiego należą do parafii św. Wawrzyńca w Starym Dłutowie.